# Межиня, Илонда Яновна
Илонда Межиня (до 1973 — Стразда; латыш. Ilonda Mežiņa (Strazda); род. 16 сентября 1951, Кулдига, Латвийская ССР) — советская волейболистка, связующая, игрок сборной СССР (1974). Мастер спорта СССР (1969).
В 1967—1978 выступала за команду «Даугава»/«Аврора» (Рига).
В 1971 стала победителем молодёжного чемпионата Европы в составе молодёжной сборной СССР. В составе национальной сборной СССР в 1974 году стала серебряным призёром чемпионата мира.
После окончания игровой карьеры работала педагогом.